# Fonction-T
Les fonctions-T sont des objets introduits par Alexander Klimov et Adi Shamir en 2002.

## Définition formelle
Ce sont des applications bijectives de l'ensemble des blocs de {\displaystyle n~} bits ayant une propriété particulière.
Si l'on note {\displaystyle f:F^{n}\to F^{n}~} une fonction-T, et que l'on pose {\displaystyle x=x_{0}...x_{n-1}~} et {\displaystyle f(x)=(f_{0}(x),...,f_{n-1}(x))~} alors, {\displaystyle f_{i}(x)~} ne dépend que de {\displaystyle x_{0}...x_{i-1}~}.
Ou encore, formulation équivalente : le {\displaystyle (i+1)~}-ème bit de sortie d'une fonction T ne dépend que des {\displaystyle i~} premiers bits de l'entrée.
C'est d'ailleurs ce qui donne le T, pour triangulaire.

## Utilisation
Ces fonctions ont, au moins, deux intérêts. D'une part, elles s'implémentent facilement à l'aide des opérations logiques et arithmétiques disponibles sur un processeur classique. Ensuite, elles permettent une résistance plus élevée à certaines attaques portant sur des chiffrements par flot. Ces derniers utilisent très fréquemment des registres à décalage à rétroaction linéaire (linear feedback shift register dans la terminologie anglosaxone, qui donne l'abréviation LFSR). La présence de tels registres peut avoir tendance, sous certaines conditions, à faciliter les attaques dites algébriques. Les fonctions-T ayant une description algébrique plus difficile à exploiter, remplacer les LFSR par des fonctions-T réduit la vulnérabilité du système.